# Operation Transom
1941

Versenkung der Force Z 
1942

C –
Ironclad 
1944

Diplomat –
Cockpit –
Transom –
Councillor –
Pedal –
Crimson –
Banquet –
Light –
Millet –
Outflank –

ab 22. Nov. als British Pacific Fleet Robson 
1945

Lentil –
Meridian –
Suffice –
Stacey –
Transport –
Onboard –
Penzance –
Passbook –
Sunfish –
Bishop –
Dukedom –
Mitre –
Irregular –
Balsam –
Bedlam Green –
Collie –
Livery –
Jurist –
Tiderace
Die Operation Transom war ein Luftangriff britischer und US-amerikanischer trägergestützter Flugzeuge auf Ziele in Surabaja auf der Insel Java im japanisch besetzten Niederländisch-Ostindien im Pazifikkrieg während des Zweiten Weltkriegs.

## Planung
Bei ihrer Ankunft in Ceylon am 27. April 1944 nach der Teilnahme an der Operation Cockpit wurde die Saratoga zur Generalüberholung in die USA zurückbeordert. Admiral Ernest J. King machte den Vorschlag, einen Angriff auf Surabaya zu unternehmen, da die japanisch besetzte Insel Java auf dem Weg der Saratoga in die USA liegt. Dazu benötigte er die Hilfe der britischen Eastern Fleet unter James Somerville.
Das vorgeschlagene Unternehmen war praktisch eine Wiederholung des Konzepts, das erstmals mit der Operation Cockpit ausgeführt worden war.
Somerville plante daraufhin die Operation vom Golf von Exmouth in Westaustralien durchzuführen und traf Vorkehrungen um die Schiffe der Eastern Fleet dort zu betanken.
Die Schiffe waren in zwei Task Force Einheiten eingeteilt worden:
- TF 65, bestehend aus den Schlachtschiffen Queen Elizabeth, Valiant und der französischen Richelieu, den Kreuzern Newcastle, Nigeria und Tromp aus den Niederlanden, sowie den Zerstörern Rotherham, Racehorse, Penn, Napier, Nepal, der australischen Quiberon und Quickmatch und der niederländischen Van Galen unter dem Kommando von Admiral Somerville lief am 6. Mai um 17:00 Uhr von Trincomalee aus.
- TF 66, unter dem Kommando von Vizeadmiral Power, mit den Schlachtkreuzern Renown (die am 7. Mai zur TF.65 wechselte), den Flugzeugträgern Illustrious und die amerikanische Saratoga, den Kreuzern Ceylon, und der neuseeländischen Gambia und den Zerstörern Quilliam, Quadrant, Queenborough und die amerikanischen Cummings, Dunlap, Fanning lief am selben Tag.von Colombo aus[2].

Die vereinigte Flotte lief einen weit südlichen Kurs, der sie in fast 1000 km Entfernung von den Nikobaren, Sumatra und Java hielt, damit japanische Aufklärungsflugzeuge sie nicht entdecken konnten. Der Golf von Exmouth wurde am 15. Mai erreicht. Die Betankung wurde von der TF 67 ausgeführt, die mit sechs Flottenölern und einem Wassertanker vor Ort lagen. Als Eskorte dienten die schweren Kreuzer London und Suffolk. Die beiden Kreuzer der TF 67 stießen am 14. Mai zur TF 66.

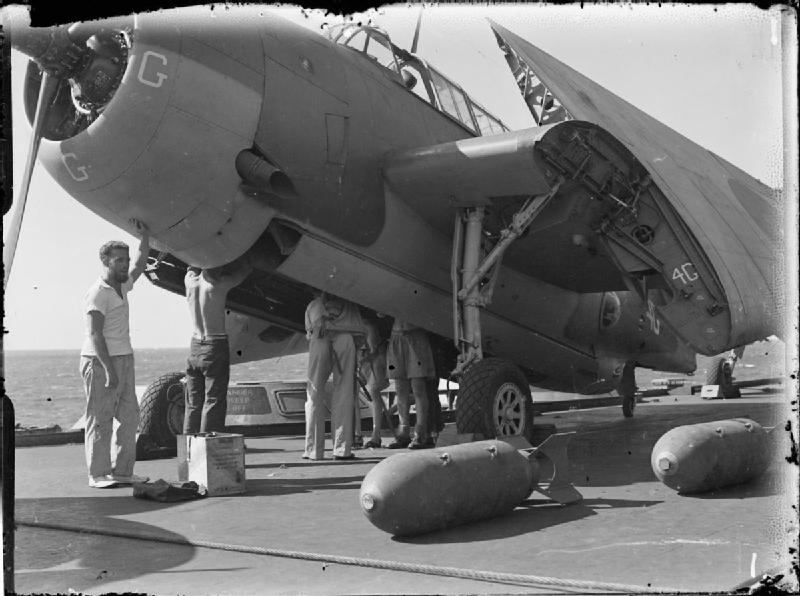
Eine Grumman Avenger auf der Illustrious wird mit Bomben aufgerüstet (Indischer Ozean im Mai 1944)

Admiral Somerville erwartete für diese Operation eine deutlich stärkere Abwehrreaktion der Japaner als während der Operation Cockpit. Deshalb setzte er für die Position des Starts der Trägerflugzeuge eine Zielentfernung von 340 km an. Da dies außerhalb des taktischen Radius der Fairey Barracudas lag, wurde die Illustrious stattdessen mit Grumman Avengers der 832. und 845. Schwadron bestückt.

## Angriff
Am Nachmittag des 15. Mai verließ die Flotte den Golf von Exmouth. Somerville ließ die Schiffe in der Nacht mit 20 kn und tagsüber mit nur 15 kn fahren, damit der Rauchausstoß auf ein mögliches Minimum reduziert wurde um einer Entdeckung durch japanische Aufklärungsflugzeuge zu entgehen.
Noch vor Erreichen der Angriffsposition wechselten die Renown, London und Suffolk zur TF 66 um dieser stärkere Luftabwehrunterstützung zu geben. Das taktische Kommando für den Angriff wurde an Vizeadmiral Power auf der Illustrious übergeben. Dies war eine Entscheidung, die man aus früheren Operationen gelernt hatte, bei der Flugzeugträger ungedeckt geblieben waren, während der Rest der Flotte den ursprünglichen Kurs unabhängig von ihnen weiter lief.

Frühmorgens um 4:30 Uhr am 17. Mai starteten südlich Java von der Illustrious und der Saratoga 45 Avenger- und Dauntless-Sturzkampfbomber. Den Geleitschutz übernahmen 40 Hellcat- und Corsair-Jäger. Die Flugzeuge teilten sich in zwei Angriffsgruppen auf. Gruppe A flog einen Angriff gegen die Ölraffinerien im Distrikt Wonokromo und die Gruppe B gegen den Hafen von Surabaya. Dort vor allem gegen militärische Ziele und ein Trockendock.

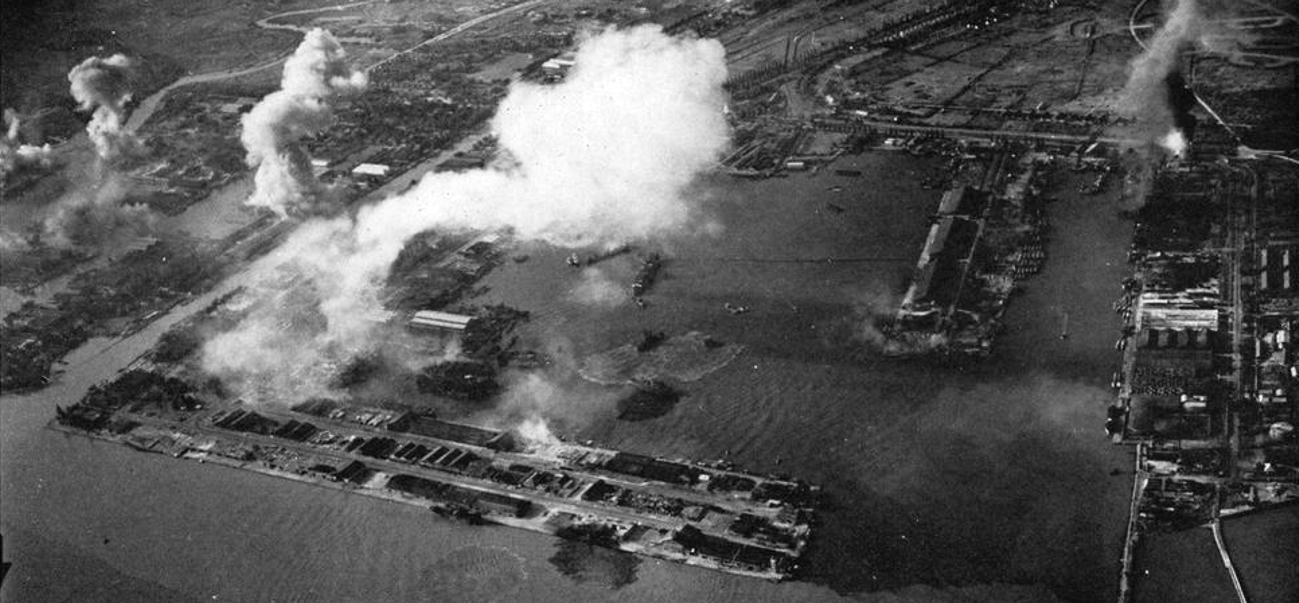
Bomben treffen Industrieanlagen in Surabaya am 17. Mai 1944

Ohne japanische Gegenwehr in der Luft und wenig Flugabwehrfeuer konnten zwölf Flugzeuge am Boden zerstört werden. Ein eigener Verlust musste hingenommen werden.
Die angerichteten Schäden an den Hafenanlagen und Schiffen waren jedoch minimal. Der Transporter Shinrei Maru wurde versenkt und das Patrouillenboot P-36 / Fiji so schwer beschädigt, dass es aufgegeben werden musste. Auch die Hilfs-U-Boot-Jäger Cha 107 und Cha 108, sowie die Frachter Choka Maru, Tencho Maru und der Tanker Yosei Maru wurden beschädigt. Allerdings konnte die Wonokromo-Ölraffinierie so schwer getroffen werden, dass sie in der Folge ausbrannte.
Auf die Queen Elizabeth und Renown abgeworfene Fotografien der angerichteten Schäden zeigten, dass viele Ziele im Wesentlichen unbeschädigt waren. Doch für einen zweiten koordinierten Angriff war es zu spät. Jedoch konnten in der folgenden Nacht sieben landgestützte schwere Consolidated B-24 Liberator Bomber der 380th Bombardment Group von ihrer Basis am Corunna Downs Flugfeld in Westaustralien aus einen Folgeangriff auf den Hafen von Surabaja durchführen.
Am 18. Mai wurden die Saratoga und die 3 amerikanischen Zerstörer entlassen. Der übrige alliierte Verband trat den Rückmarsch nach Ceylon an, wo er am 27. Mai einlief.